# Abatimento
Abatimento ou  Deriva   ou Descair
é um termo náutico que designa o desvio que sofre um  veleiro pela acção conjunta da corrente e do vento. A consequência de tal efeito é que quando estas duas acções se encontram reunidas, não se pode aproar directamente ao objectivo e é necessário escolher uma direcção cuja resultante seja a função da força da corrente, velocidade do barco e distância a percorrer. O patilhão ajuda a diminuir a deriva provocada pelas três acções descritas.
O abatimento é máximo na bolina e quase nulo na popa rasada, razão porque o patilhão é levantado nos monotipos ligeiros para oferecerem menos resistência nesta mareação.

## Derivar
Derivar também é usado no sentido de navegar ao sabor dos elementos como o vento, às vagas e a correnteza. Nesse contexto emprega-se então a expressão "andar à deriva" como acontece algumas vezes com os naufragados.

## Descair
Descair também é usado no sentido de desviar do rumo ou direcção de origem, por efeito do vento, da corrente, das vagas, mantendo entretanto (e contrariamente à deriva) o controle sobre a rota. Diz-se, também, sofrer abatimento.